# Palaeotarsus desertus
Palaeotarsus desertus is een fossiele soort schietmot uit de familie Plectrotarsidae.